# Station Basel SBB
Basel SBB is een station van de Zwitserse federale spoorwegen (SBB CFF FFS) in Bazel. Tevens is het een van de belangrijkste grensstations van Zwitserland/Europa. De perrons 30-35 zijn in gebruik bij de SNCF en staan bekend als station Bâle SNCF. Dit deel is gescheiden van de rest van het station door een post van de Douane. Het huidige stationsgebouw dateert uit 1907.

## Beschrijving
Bazel heeft twee grote treinstations: Basel SBB/SNCF, vanwaar de treinen vertrekken richting Zwitserland en Frankrijk, en het Duitse Basel Bad Bf, dat geëxploiteerd wordt door de Deutsche Bahn. Basel SBB(/SNCF) en Basel Bad Bf zijn met elkaar verbonden door regelmatige treindiensten, ook rijden veel langeafstandstreinen vanuit Duitsland door naar Basel SBB. Basel SBB is het officiële Zwitserse hoofdstation van Bazel, daarnaast zijn er de voorstadstations Basel St. Johann, Basel Dreispitz en tijdens sportevenementen Basel St. Jakob.
Sinds 2003 zijn de oude toegangstunnels naar de perrons gesloten en vervangen door een over de sporen gebouwde passerelle (traverse) met talloze winkels en eetgelegenheden. In de oude stationshal bevinden zich enkele winkels, een supermarkt en enkele horecagelegenheden. Onder het stationsplein voor het station ligt een grote ondergrondse fietsenstalling. Sinds 2018 worden de perrons en overkappingen gerenoveerd; de westvleugel wordt ingrijpend verbouwd.
Omdat de passerelle uit 2003 de toenemende stroom reizigers op werkdagen niet goed aan kan, zijn de oude tunnels van/naar de perrons tijdens het spitsuur vanaf augustus 2020 tijdelijk weer opengesteld. Er zijn plannen om na 2025 aan de westkant van het SBB-station nieuwe toegangen te bouwen.

## Treindiensten

### Internationale treindiensten

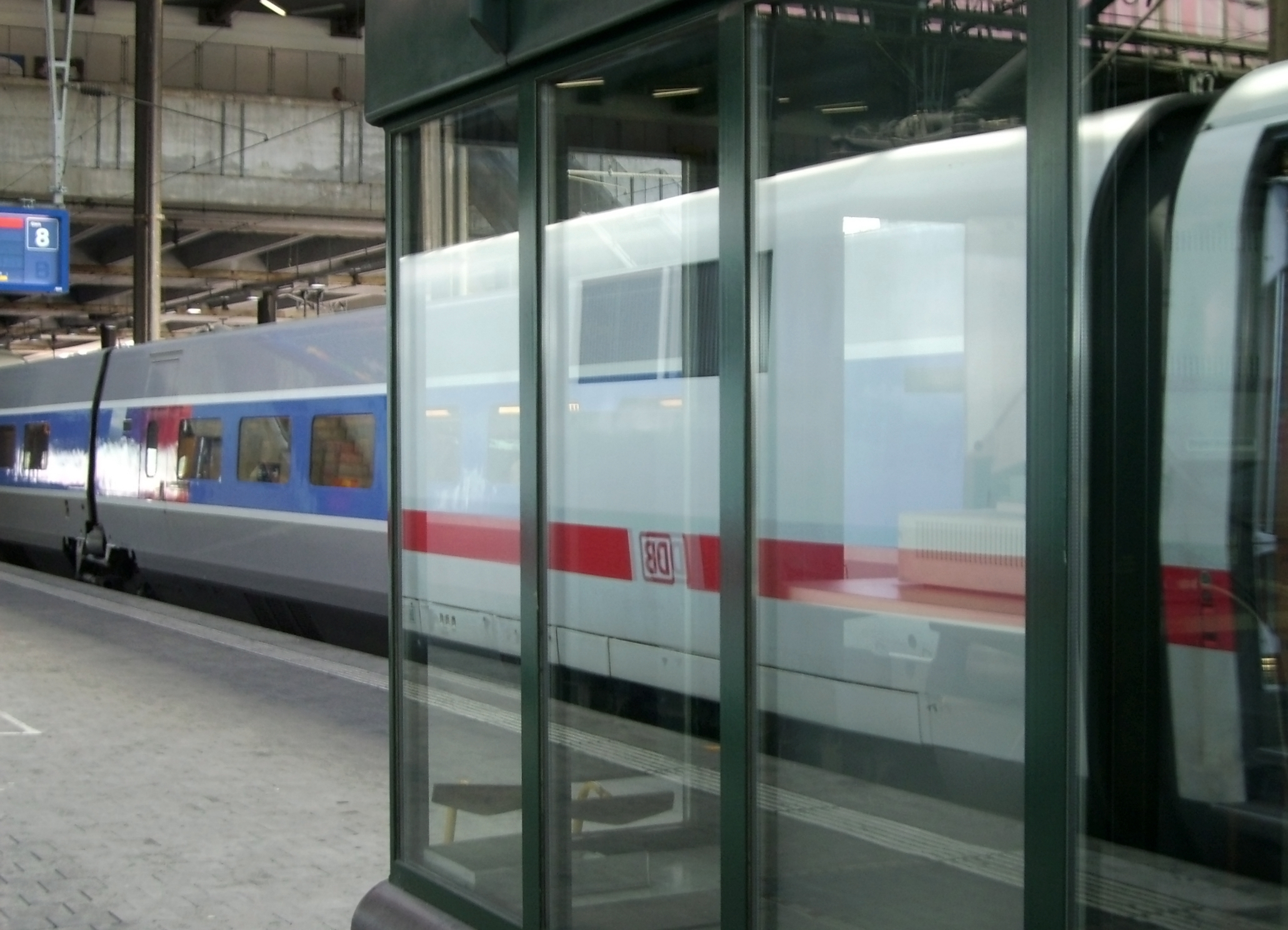
Internationale treinen te Basel SBB: een Franse TGV en een Duitse ICE op het station.

Basel SBB is veelal het eindpunt van de treinen uit Duitsland. ICE's uit Keulen eindigen veelal in Basel SBB, ICE's uit Berlijn en Hamburg rijden veelal door naar Interlaken Ost, Zürich of Chur.
Deze internationale treinen doen Basel SBB aan:
- TGV Lyria Parijs - Straatsburg - Mulhouse - Basel SBB - Zürich HB
- ICE Berlin Hbf/Hamburg Altona/Kiel - Hannover - Frankfurt am Main - Mannheim - Basel SBB - Olten - Bern - Thun - Spiez - Interlaken Ost/Zürich HB - Chur
- ICE Amsterdam - Utrecht - Arnhem - Duisburg - Düsseldorf/Dortmund - Keulen - Frankfurt Flughafen - Mannheim - Basel SBB
- EC Hamburg Altona - Bremen - Osnabrück - Düsseldorf - Köln - Koblenz - Mannheim - Basel SBB - Zürich/Olten - Bern - Thun - Spiez - Interlaken Ost
- ECE Frankfurt am Main - Mannheim - Basel SBB - Olten - Bern - Thun - Spiez - Brig - Domodossola - Milaan Centrale
- EC Basel SBB - Olten - Bern - Thun - Spiez - Brig - Domodossola/Luzern - Lugano - Chiasso - Milaan Centrale
- NightJet Zürich - Basel SBB - Mannheim - Frankfurt - Hannover - Berlijn/Hamburg
- NightJet Zürich - Basel SBB - Mannheim - Frankfurt - Koblenz - Keulen - Amsterdam

Over het algemeen heeft Basel SBB 1x per uur een verbinding met Duitsland, de TGV rijdt ongeveer 3x per dag en de EuroCity's naar Milaan rijden 3-5x per dag over de verschillende routes.

### Nationale treindiensten
Basel SBB is een belangrijk station in het binnenlandse treinverkeer in Zwitserland en wordt door veel verschillende treindiensten aangedaan. De frequenties tussen de verschillende verbindingen verschilt, maar naar de meeste grote plaatsen rijdt ten minste twee keer per uur een sneltrein.
| Serie | Treinsoort       | Route                                                                               | Bijzonderheden |
| ----- | ---------------- | ----------------------------------------------------------------------------------- | -------------- |
| IC 3  | Intercity (SBB)  | Basel SBB – Zürich HB – Sargans – Landquart – Chur                                  |                |
| IC 6  | Intercity (SBB)  | Basel SBB – Olten – Bern – Thun – Brig                                              |                |
| IC 21 | Intercity (SBB)  | Basel SBB – Olten – Luzern – Arth-Goldau – Bellinzona – Lugano                      |                |
| IC 51 | Intercity (SBB)  | Basel SBB – Delémont – Biel/Bienne                                                  |                |
| IC 61 | Intercity (SBB)  | Basel SBB – Olten – Bern – Interlaken Ost                                           |                |
| IR 26 | InterRegio (SOB) | Basel SBB – Olten – Luzern – Arth-Goldau – Erstfeld – Airolo – Bellinzona – Locarno |                |
| IR 27 | InterRegio (SBB) | Basel SBB – Liestal – Olten – Luzern                                                |                |
| IR 36 | InterRegio (SBB) | Basel SBB – Zürich HB – Zürich Flughafen                                            |                |
| IR 37 | InterRegio (SBB) | Basel SBB – Liestal – Aarau – Zürich HB – Winterthur – Sankt Gallen                 |                |

### Regionaal treinverkeer
Basel SBB is het belangrijkste station van de S-Bahn Basel, de meeste lijnen van het netwerk doen het station aan.
| Serie | Treinsoort              | Route                                                                            | Bijzonderheden |
| ----- | ----------------------- | -------------------------------------------------------------------------------- | -------------- |
| S 1   | S-Bahn Basel (SBB)      | Basel SBB – Rheinfelden – Stein-Säckingen [– Frick] / [– Laufenburg]             |                |
| S 3   | S-Bahn Basel (SBB)      | Porrentruy – Delémont – Basel SBB – Liestal – Sissach – Olten                    |                |
| S 6   | S-Bahn Basel (SBB GmbH) | Basel SBB – Basel Bad Bf – Lörrach Hbf – Steinen – Schopfheim – Zell (Wiesental) |                |

### Bâle SNCF
Het station Bâle SNCF wordt bediend door treinen uit Frankrijk, die Basel als eindpunt hebben. Met uitzondering van de TGV's vallen alle treinen op het station onder het SNCF onderdeel TER Grand Est.
| Serie      | Treinsoort             | Route | Bijzonderheden       |
| ---------- | ---------------------- | --- | -------------------- |
| TER 96100  | TER (SNCF)             | Mulhouse-Ville – Basel SBB                                                                                                   | S-Bahn Basel         |
| TER 96200  | TER (SNCF)             | Strasbourg-Ville – Sélestat – Colmar – Mulhouse-Ville – Basel SBB                                                            | S-Bahn Basel         |
| Lyria 9200 | TGV Lyria (SNCF / SBB) | Paris-Lyon – [ Belfort-Montbéliard TGV – ] / [ Dijon-Ville – ] Mulhouse-Ville – Basel SBB – [ Zürich HB ] / [ Olten – Bern ] | Een trein naar Bern. |